# Salt de la Baga Cerdana
El Salt de la Baga Cerdana, o Salt de la Coma, és un salt d'aigua del terme municipal de Monistrol de Calders, al Moianès.
Està situat cap a la meitat del curs del torrent de la Baga Cerdana, al nord-oest de la Coma i a llevant del Serrat de la Tirolena.
Sota la cinglereta que permet aquest salt es forma una balma per la qual passava el corriol que feien servir els de la Coma quan les crescudes de la Golarda no els permetien el pas cap a Monistrol de Calders per aquell costat.